# 이미다졸린

2-이미다졸린, 3-이미다졸린, 4-이미다졸린의 구조

이미다졸린(영어: imidazoline)은 이미다졸의 두 개의 이중 결합 중 하나가 환원되어 유도된 화합물로 헤테로고리 화합물의 한 종류이다. 2-이미다졸린, 3-이미다졸린, 4-이미다졸린의 3가지 이성질체가 알려져 있다. 2-이미다졸린 및 3-이미다졸린은 이민 중심을 포함하고 있는 반면, 4-이미다졸린은 알켄기를 포함하고 있다. 2-이미다졸린은 몇몇 약물에서 그 구조가 발견된다.
|  |

## 같이 보기
- 이미다졸